# 仲景街道
仲景街道，是中华人民共和国河南省南阳市宛城区下辖的一个乡镇级行政单位。

## 行政区划
仲景街道下辖以下地区：
东关社区、牛王庙社区、陈棚社区、泥营社区、药都社区、宛运东苑社区、天冠社区和安居新村社区。